# Xanthodiscus
Xanthodiscus,  monotipski rod eukariota čija pripadnost carstvu još nije utvrđena.  Jedina vrsta je X. vacillans, iz Gippslanda u Australskoj državi Victoria